# Kościół Świętych Apostołów Piotra i Pawła w Piekarach Śląskich
Kościół Świętych Apostołów Piotra i Pawła w Kamieniu – rzymskokatolicki kościół parafialny, w Piekarach Śląskich, w dzielnicy Kamień, w województwie śląskim. Należy do dekanatu Piekary Śląskie archidiecezji katowickiej.
Świątynia została wybudowana w latach 1898–1899 według projektu architekta Ludwiga Schneidera, konsekrowana w 1899 roku.

## Architektura
Świątynia jest orientowanym trójnawowym kościołem halowym, wybudowanym w stylu neogotyckim z cegły, na planie krzyża łacińskiego. Posiada jednonawowy transept. Od strony zachodniej wznosi się wysoka wieża. Po jej wschodniej i zachodniej stronie zamontowane zostały zegary. W środku wiszą dzwony. Na skrzyżowaniu nawy głównej i transeptu wybudowana została mała sygnaturka. 
Sklepienia naw bocznych są krzyżowo-żebrowe, zaś te nad nawą główną – gwiaździste. Na sklepieniu w centralnej części kościoła namalowany został fresk przedstawiający 6 świętych.
Ołtarz znajdujący się w kościele jest również neogotycki. W jego centrum umieszczony został obraz „Wręczenie kluczy św. Piotrowi”. Przy ołtarzu znajdują się figury przedstawiające patronów kościoła. 